# Хом'як Ярослав Васильович
Ярослав Васильович Хом'як (*23 травня 1923 — †5 червня 1993, Київ, Україна) — доктор технічних наук, професор, проректор Київського автомобільно-дорожнього інституту з наукової роботи, завідувач кафедри проектування доріг, перший завідувач кафедри українознавства. Керівник знаної далеко за межами України наукової школи, з якої вийшло понад сорок кандидатів і докторів наук, які успішно працюють як в Україні, так і в Росії, Молдові, Грузії, Вірменії, Узбекистані, Азербайджані, Естонії, Литві, Латвії, Польщі, Угорщині, Болгарії. Автор 17 монографій та навчальних посібників, понад 250 наукових та методичних праць.